# Championnat du Paraguay de football 1942
Navigation
Édition précédente Édition suivante
La 32e édition du championnat du Paraguay de football est remportée par le Club Nacional. C’est le cinquième titre de champion du club. Nacional termine le championnat à égalité de point avec Club Cerro Porteño mais l’emporte au terme de barrages très conflictuels. Club Guaraní complète le podium.
Le classement général est controversé pour les quatre dernières places. 
Le championnat se termine par l’organisation d’un barrage pour le titre de champion. Nacional et Cerro Porteño terminent à égalité avec 26 points chacun. Le match aller se clos sur une victoire 3 buts à 0 de Nacional, mais ouvre en même temps une polémique. Cerro Porteño se plaint que le Nacional a fait jouer Arsenio Erico qui a déjà disputé le championnat argentin avec Club Atlético Independiente et qui ne serait donc pas habilité à jouer ces barrages. Le Tribunal de la fédération déboute Cerro Porteño en déclarant qu’effectivement un joueur ne peut jouer dans deux clubs la même année mais que cela ne s’applique que si les deux clubs sont paraguayens. Cerro Porteño décide de boycotter le match retour et est donc déclaré perdant. Le Club Nacional est proclamé champion du Paraguay.
Le meilleur buteur du championnat est Francisco Sosa (Club Cerro Porteño) avec 23 buts marqués en 18 matchs.

## Les clubs de l'édition 1942
| \| Asuncion: · Olimpia · Nacional · Sol de América · Guaraní · Cerro Porteño · River Plate · Atlántida Asuncion Club Presidente Hayes Club Sportivo Luqueño \| Localisation des clubs engagés dans le championnat. |
| Asuncion: · Olimpia · Nacional · Sol de América · Guaraní · Cerro Porteño · River Plate · Atlántida Asuncion Club Presidente Hayes Club Sportivo Luqueño                                                           |

| Club                  | Stade | Capacité | Ville    |
| --------------------- | ----- | -------- | -------- |
| Atlántida Sport Club  | -     | -        | Asuncion |
| Club Cerro Porteño    | -     | -        | Asuncion |
| Club Guaraní          | -     | -        | Asuncion |
| Club Libertad         | -     | -        | Asuncion |
| Club Nacional         | -     | -        | Asuncion |
| Club Olimpia          | -     | -        | Asuncion |
| Club Presidente Hayes | -     | -        | Tacumbu  |
| Club River Plate      | -     | -        | Asuncion |
| Club Sol de América   | -     | -        | Asuncion |
| Sportivo Luqueño      | -     | -        | Luque    |

## Compétition

### Classement
| Rang | Équipe                | Pts | J  | G  | N | P | Bp | Bc | Diff |
| ---- | --------------------- | --- | -- | -- | - | - | -- | -- | ---- |
| 1    | Club Nacional (T)     | 26  | 18 | 12 | 2 | 4 | 64 | 36 | +28  |
| 2    | Club Cerro Porteño    | 26  | 18 | 12 | 2 | 4 | 50 | 30 | +20  |
| 3    | Club Guaraní          | 25  | 18 | 11 | 3 | 4 | 43 | 26 | +17  |
| 4    | Club Olimpia          | 23  | 18 | 9  | 5 | 4 | 47 | 28 | +19  |
| 5    | Club Libertad         | 19  | 18 | 8  | 3 | 7 | 41 | 36 | +5   |
| 6    | Club Sol de América   | 17  | 18 | 5  | 7 | 6 | 33 | 35 | -2   |
| 7    | Sportivo Luqueño      | 12  | 18 | .  | . | . | .  | .  | 0    |
| 8    | Club Presidente Hayes | 11  | 18 | .  | . | . | .  | .  | 0    |
| 9    | Atlántida Sport Club  | 11  | 18 | .  | . | . | .  | .  | 0    |
| 10   | Club River Plate      | 10  | 18 | .  | . | . | .  | .  | 0    |

| Légende : Qualifications et relégations | Légende : Qualifications et relégations |
| --------------------------------------- | --------------------------------------- |
|                                         | Champion du Paraguay                    |
|                                         | Relégation en deuxième division         |
|                                         | (T) : Tenant du titre (P) : Promus      |

## Bilan de la saison
| Championnat du Paraguay de football 1942                             |                          |
| Champion                                                             | Club Nacional (5e titre) |
| Promotions et relégations                                            |                          |
| Promus en Primera División                                           | Aucun                    |
| Relégués en Championnat du Paraguay de football de deuxième division | Aucun                    |

## Statistiques

### Meilleur buteur
1. Francisco Sosa (Cerro Porteño) 23 buts